# Kastal

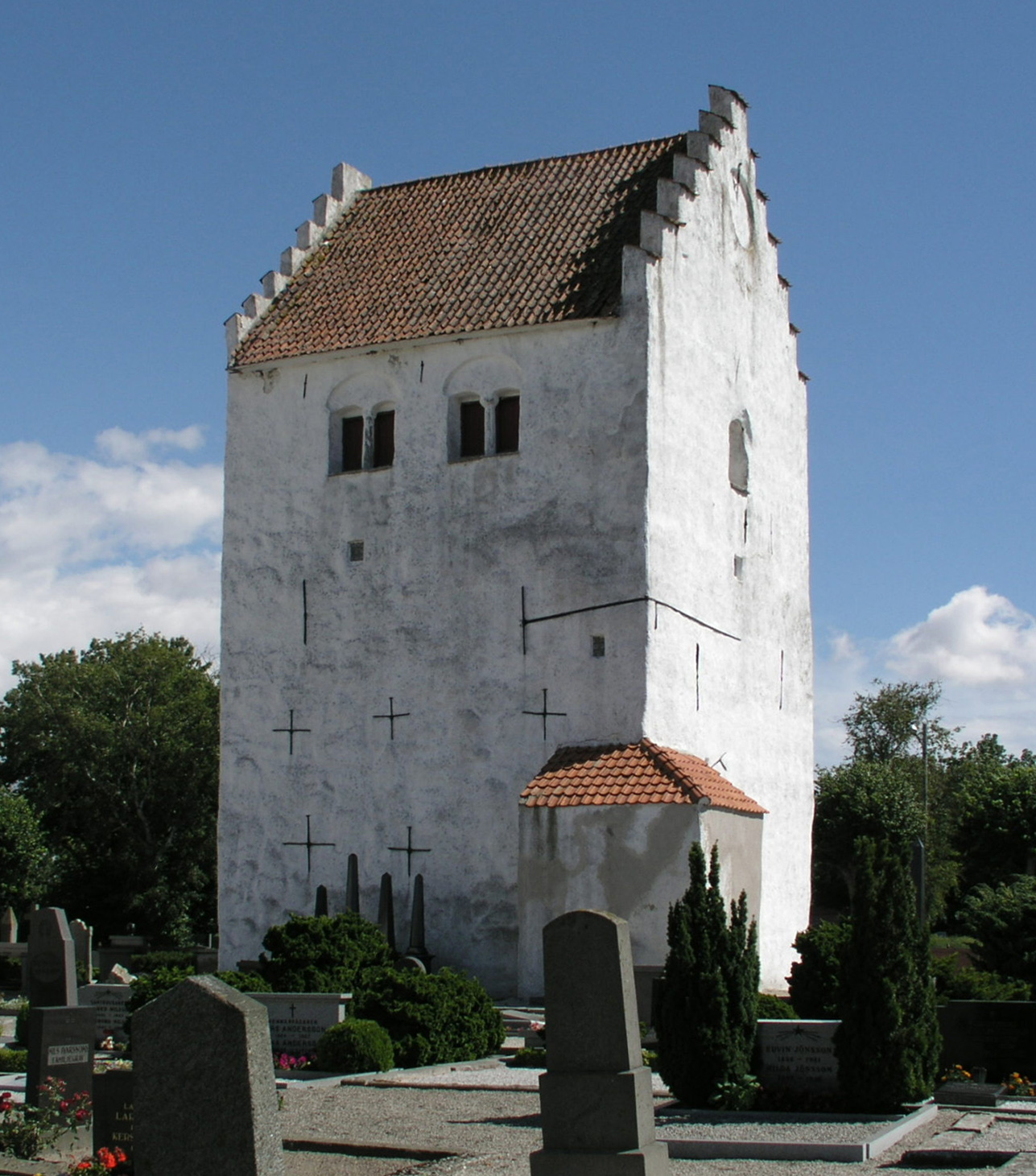
Kastalen vid Valleberga kyrka.

Kastal (förvrängning av kastell) är en tornlik försvarsbyggnad, som uppförts vid flera medeltida svenska kyrkor.

## Etymologi
Ordet kastal är en variant av kastell, vilket i sin tur är en försvenskning av det latinska castellum, som betyder befäst plats och är diminutiv av castrum som betyder borg. En kastal är således en "liten borg".

## Kastaler i Sverige
I de nordiska länderna började man uppföra kastaler på 1100-talet. Kastalerna byggdes intill kyrkor eller på andra strategiska platser. Vissa kastaler kom med tiden att bli kärntorn i stora borganläggningar, exempelvis slottet Tre Kronor, Borgholms slott och Kalmar slott. De kastaler som bäst har bevarats i sin grundform till våra dagar är oftast de som ligger invid kyrkor och som inte har utvecklats till större anläggningar. 
De första kastalerna byggdes troligtvis av trä, men kom sedermera att ersättas av kastaler i sten. En kastal har vanligen en rund- eller fyrkantig planform, är 3-4 våningar hög och byggd i mycket enkel rundbågestil. 

### Tolkning
En äldre tolkning är att de användes som försvarstorn eller vakttorn. En förklaringsmodell som ges i aktuell forskning är att kastalerna hade både en sakral och fiskal funktion. Bottenvåningen inrymde ett kapell medan de i övrigt utgjorde skattesilor med magasinsvåningar, där skatteuppbörden förvarades i väntan på vinterväg då den kunde transporteras till centralmakten.  De har endast undantagsvis använts som bostäder.

### Kastaler på Gotland
- Kruttornet (1100-tal)

Väl bevarade kastaler finns vid följande kyrkor:
- Gammelgarns kyrka (1100-tal - övre delen rekonstruerad)
- Lärbro kyrka (1100-tal)
- Sundre kyrka (rund kastal, tidig medeltid)

Lämningar av kastaler finns vid följande kyrkor:
- Fröjels kyrka
- Gothems kyrka
- Hamra kyrka
- Lau kyrka
- Västergarns kyrka
- Öja kyrka
- Kräklingbo kyrka (ej synlig ovan mark)
- Näs kyrka (ej synlig ovan mark)

Lämningar efter kastaler finns även i:
- Botvatte i Ala socken (Botvatte kastal)
- Fardume i Rute socken

Uppgifter om kastaler finns från:
- Sanda socken, dels från Sanda kyrka och dels från Stenhuse gård.

### Kastaler på svenska fastlandet
- Nyköpingshus äldsta del (1100-tal)
- Vid Stora Kungsladugården invid Kilaån (ruin, 1100-tal)

Dessutom finns det kastaler vid följande kyrkor:
- Brunflo kyrka i Jämtland (1100-tal)
- Fellingsbro kyrka i Västmanland (osäker datering och funktion)
- Valleberga kyrka i Skåne (senmedeltida)
- Löderups kyrka i Skåne (1400-tal)
- Harmångers kyrka i Hälsingland (medeltida, nu klocktorn)
- Benestads kyrka i Skåne
- Hagbards källare i Blekinge (ruin)

Sunne kyrkoruin (1100-tal) i Jämtland har resterna av en delvis raserad kastal.

### Bildgalleri

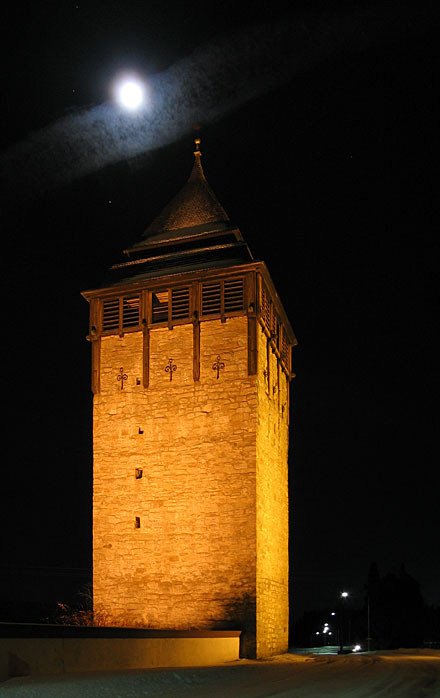
Kastalen vid Brunflo kyrka
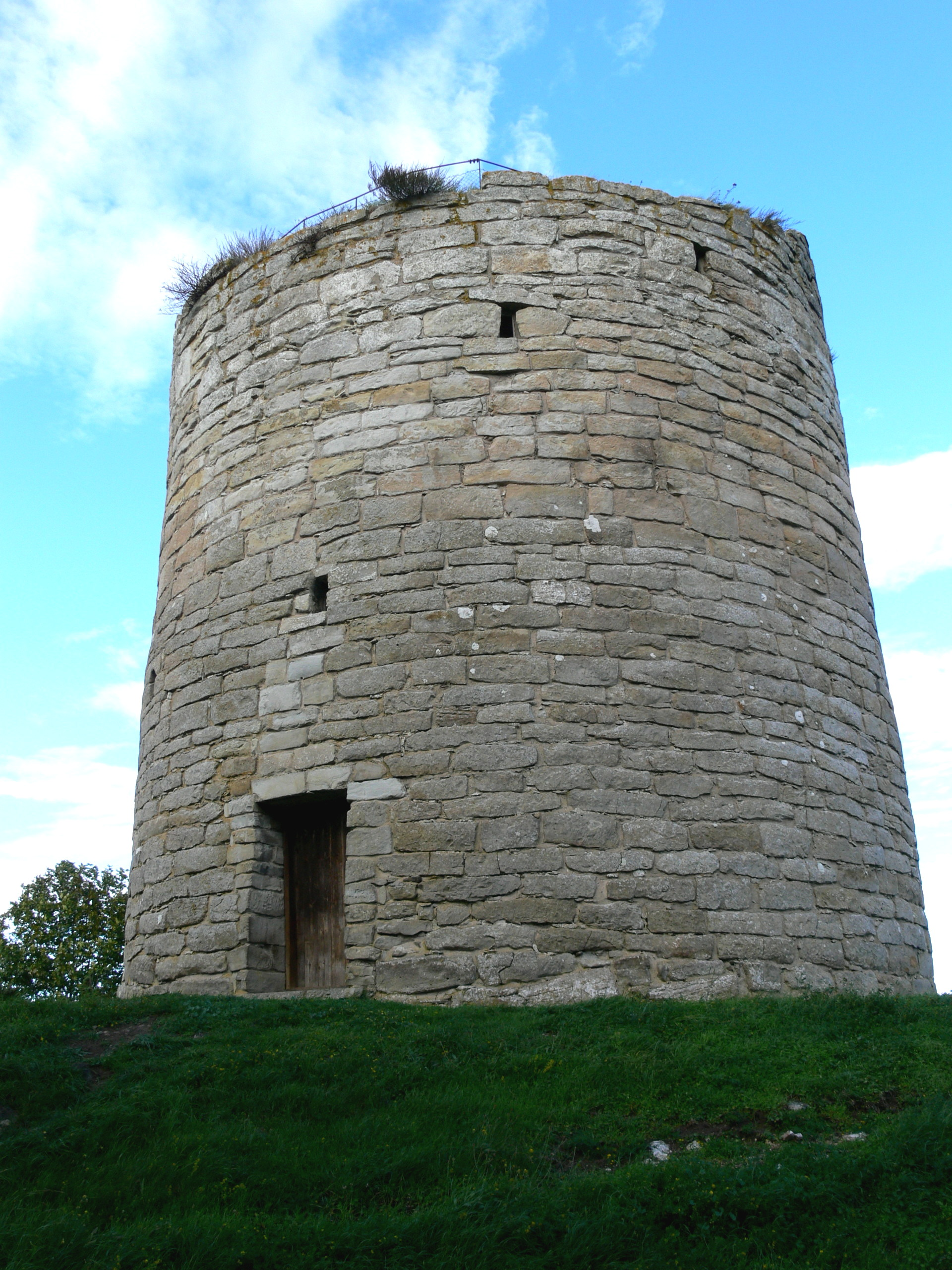
Den runda kastalen vid Sundre kyrka
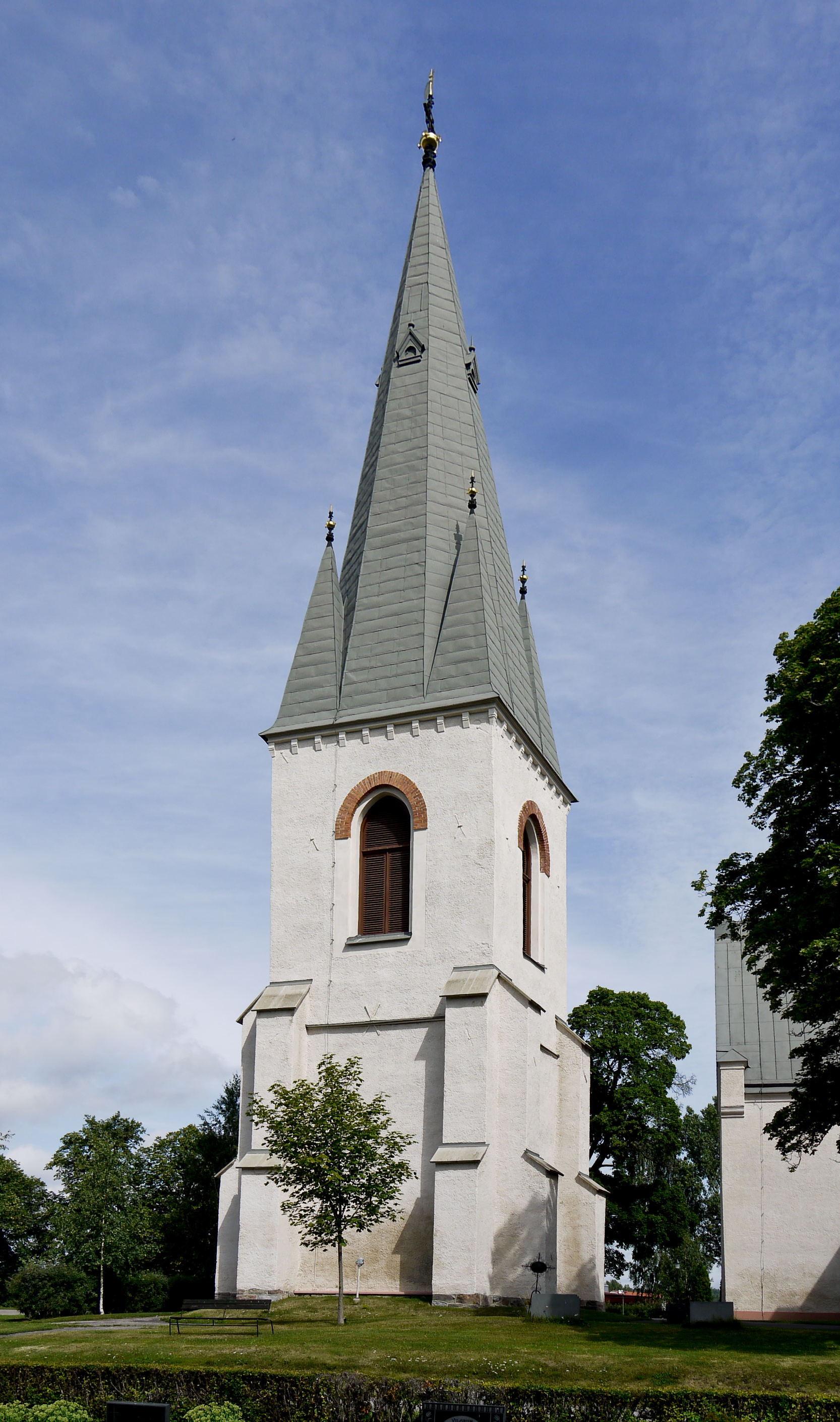
Kastalen vid Harmångers kyrka
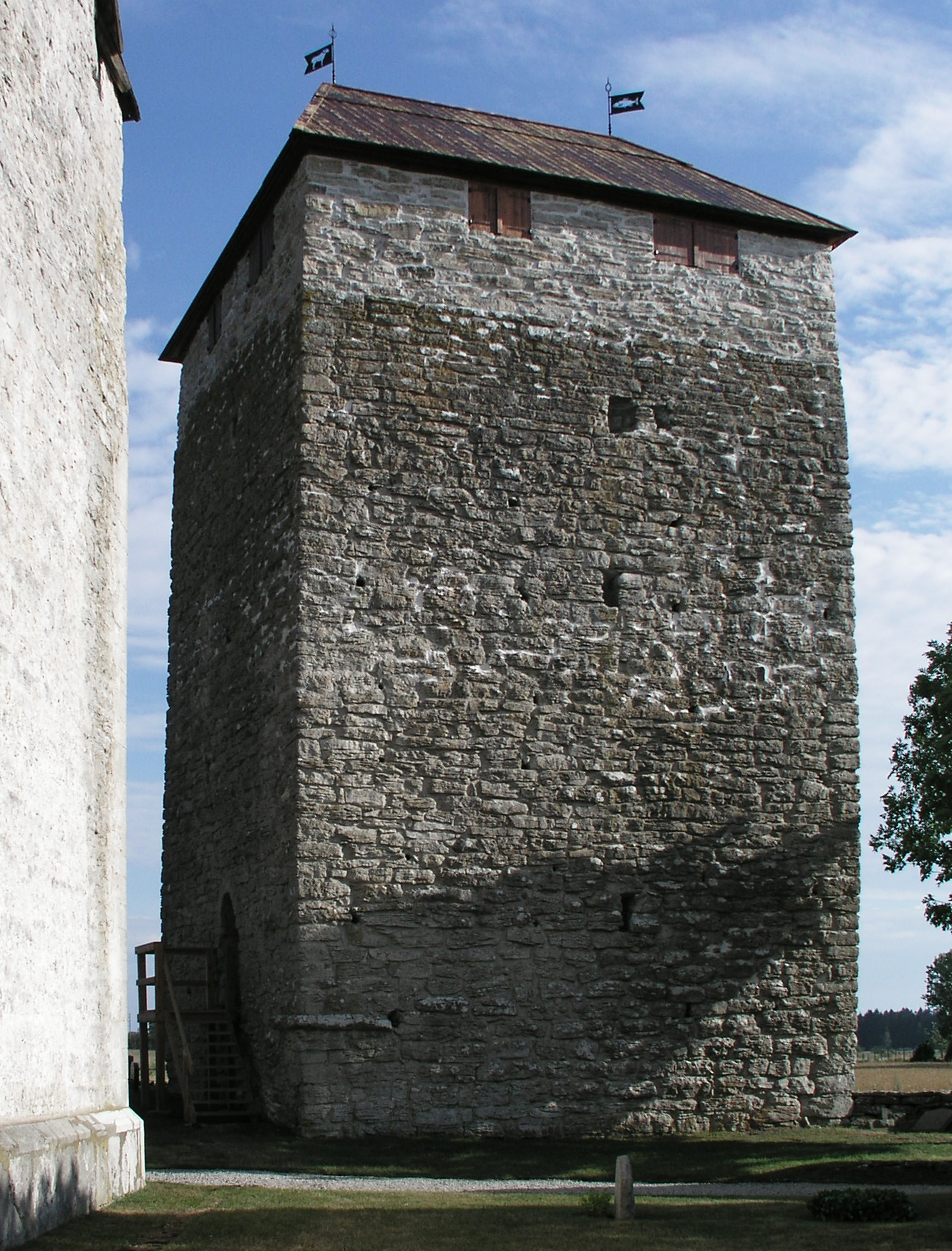
Kastalen vid Gammelgarns kyrka
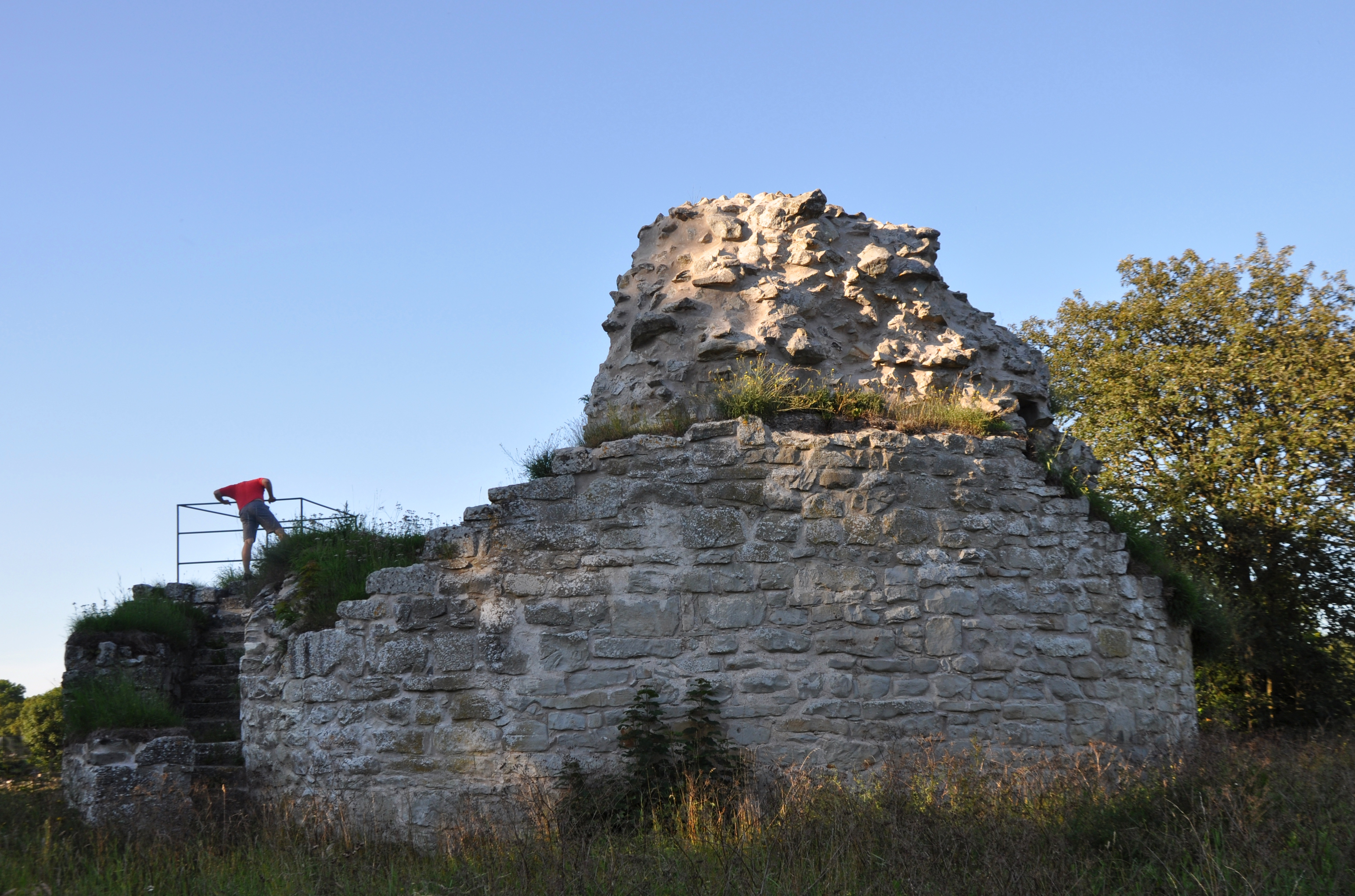
Ruinen av en kastal vid Öja kyrka, Gotland
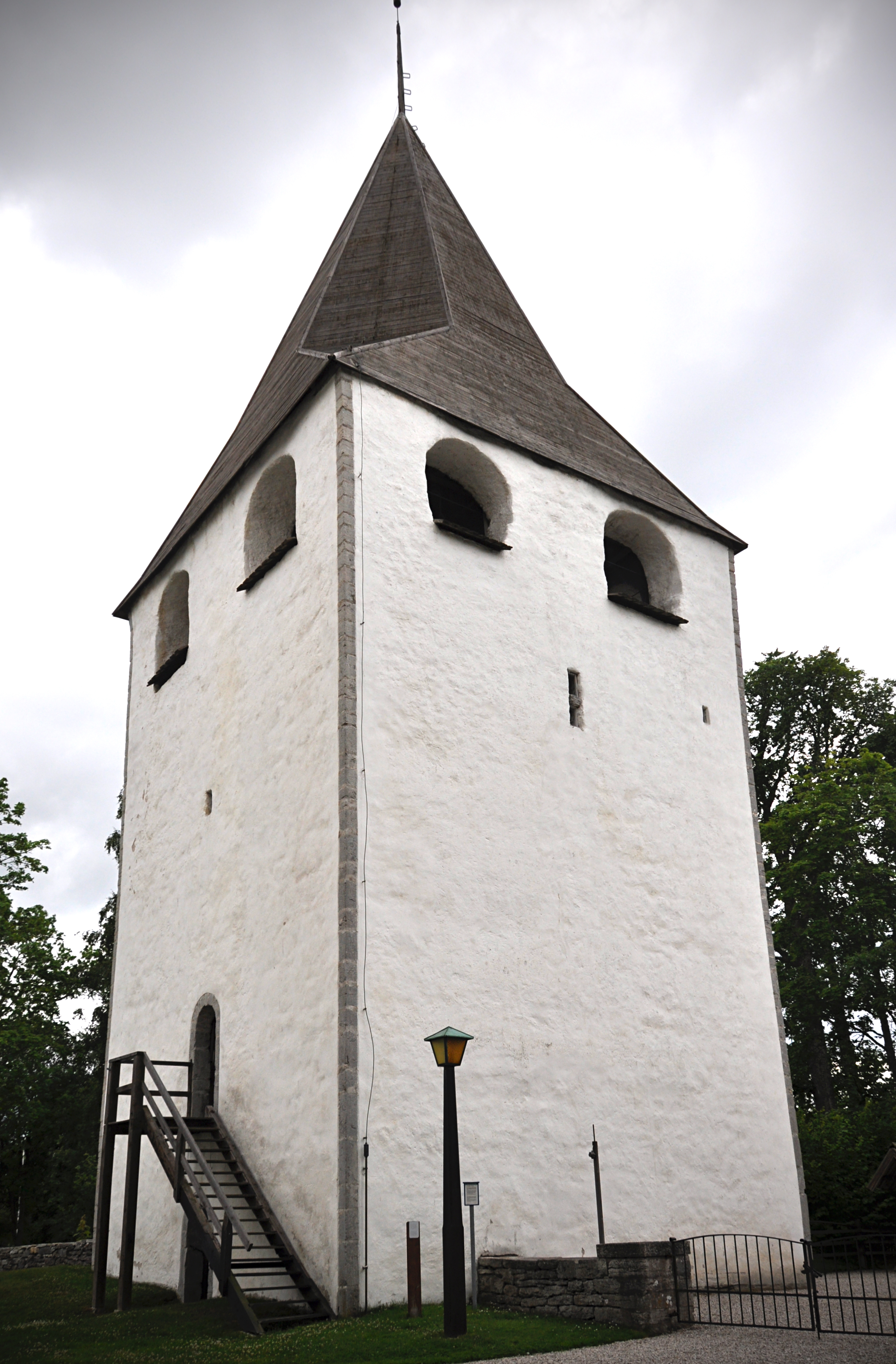
Kastal från 1100-talet vid Lärbro kyrka, Gotland
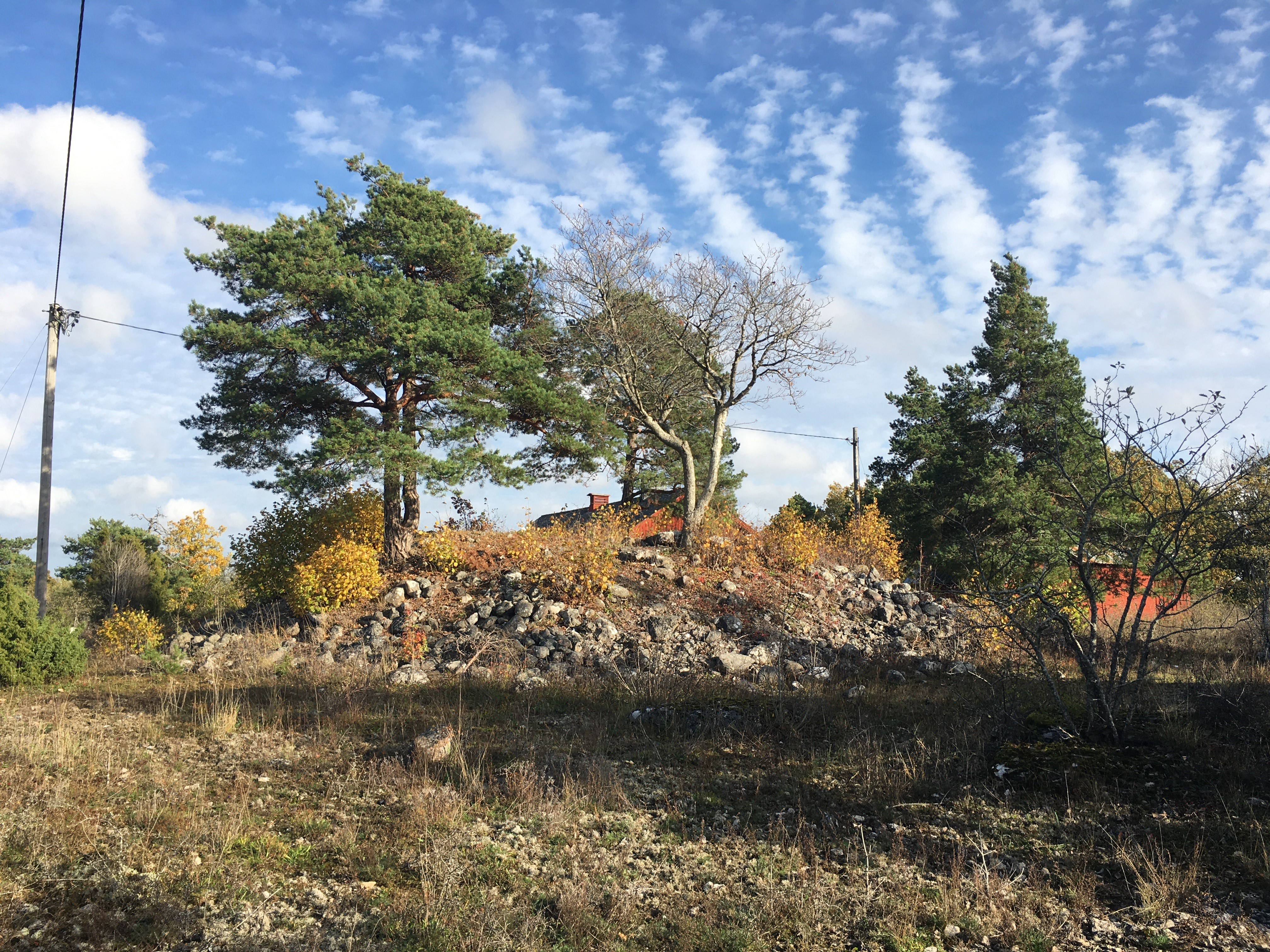
Kastalgrunden i Ala socken